# Tetragnatha subesakii
Tetragnatha subesakii là một loài nhện trong họ Tetragnathidae.
Loài này thuộc chi Tetragnatha. Tetragnatha subesakii được miêu tả năm 2003 bởi Zhu, Song & Zhang.